# ناشیکو موموتسوکی
ناشیکو موموتسوکی (انگلیسی: Nashiko Momotsuki؛ زادهٔ ۸ نوامبر ۱۹۹۵) مدل (شخص)، بازیگر، و پروانه پرستاری اهل ژاپن است. وی از سال ۲۰۱۷ میلادی تاکنون مشغول فعالیت بوده‌است.